# Coupe du monde des rallyes tout-terrain
La Coupe du monde des rallyes tout-terrain, ou FIA Cross-Country Rally World Cup (Coupe du monde des rallyes-raids), est une coupe unifiée sous l'égide de la Fédération internationale de l'automobile (et du FIA World Motor Sport Council, ou WMSC). Elle inclut de 2011 à 2018 la Cross-Country Bajas Cup.
À partir de 2022, le Championnat du monde de rallye-raid remplace à la fois la Coupe du Monde FIA des Rallyes Tout Terrain et le Championnat du Monde FIM des Rallyes Tout Terrain en tant qu'échelon supérieur du rallye-raid. 

## Description
Des trophées sont décernés aux pilotes, copilotes et équipes, ainsi qu'en Groupes T2 (voitures de Production), T3 (véhicules légers) et T4 (camions) aux pilotes et équipes. Sauf dérogation, les camions de la classe T4 ne sont pas autorisés à courir sur les bajas.
Au niveau du calendrier, on distingue trois types d'épreuves :
- Baja Tout-Terrain (Baja)
  - Distance : Entre 1200 km et 1500 km chronométrés (pas plus de 800 km par jour)
  - Durée : 3 jours maximum
- Rallye Tout-Terrain (Rallye)
  - Distance : Entre 1200 km et 3000 km chronométrés
  - Durée : 8 jours maximum
- Rallye Marathon Tout-Terrain (Marathon)
  - Distance : Plus de 3000 km chronométrés
  - Durée : Plus de 8 jours

Actuellement, aucun des trois Rallyes Marathon existants (Rallye Dakar, Africa Eco Race et Rallye de la Route de la Soie) ne font partie de la Coupe du Monde des rallyes Tout-Terrain. C'est également le cas pour les rallyes-raids ASO (Dakar, Europe centrale, PAX), ou divers desafios sud-américains.

## Épreuves fréquentes de la Coupe du monde FIA

### Actuelles
- Qatar Sealine Cross Country Rally
- Abu Dhabi Desert Challenge
- Rallye du Kazakhstan (en)
- Turkmen Desert Race
- Rallye Oilibya du Maroc

### Anciennes notables
- Rallyes
  - Rallye de Tunisie (début mai, dernière édition en 2015)
  - Rallye des Pharaons (octobre, dernière édition en 2015)
  - Estoril-Portimao-Marrakech (ex-Baja Portugal 1000, puis Rallye transibérique) (fin mai, dernière édition en 2010)
- Bajas
  - Baja de Russie
  - Dubai Baja
  - Baja d'Italie
  - Baja España-Aragón
  - Baja de Hongrie
  - Baja de Pologne
  - Jordan Baja
  - Baja Portalegre 500

## Palmarès général
(nb: une coupe des deux roues motrices (lauréat Jean-Louis Schlesser en 2011, 2012 et 2013) est également attribuée tous les ans)
| Saison | Pilote               | Copilote                 | Voiture                      |
| ------ | -------------------- | ------------------------ | ---------------------------- |
| 1993   | Pierre Lartigue      | Michel Périn             | Citroën ZX Rallye-raid       |
| 1994   | Pierre Lartigue      | Michel Périn             | Citroën ZX Rallye-raid       |
| 1995   | Pierre Lartigue      | Michel Périn             | Citroën ZX Rallye-raid       |
| 1996   | Pierre Lartigue      | Michel Périn             | Citroën ZX Rallye-raid       |
| 1997   | Ari Vatanen          | Fred Gallagher           | Citroën ZX Rallye-raid       |
| 1998   | Jean-Louis Schlesser | Philippe Monnet          | Buggy Schlesser              |
| 1999   | Jean-Louis Schlesser | Philippe Monnet          | Buggy Schlesser              |
| 2000   | Jean-Louis Schlesser | Henri Magne              | Buggy Schlesser              |
| 2001   | Jean-Louis Schlesser | Henri Magne              | Buggy Schlesser              |
| 2002   | Jean-Louis Schlesser | Henri Magne              | Buggy Schlesser              |
| 2003   | Carlos Sousa         | Henri Magne              | Mitsubishi Pajero            |
| 2004   | Khalifa Al Mutaiwei  | Alain Guéhennec          | BMW X5 CC                    |
| 2005   | Bruno Saby           | Michel Périn             | Volkswagen Touareg           |
| 2006   | Sergey Shmakov       | Konstantin Meshcheryakov | Buggy ZIL                    |
| 2007   | Carlos Sainz         | Michel Périn             | Volkswagen Touareg           |
| 2008   | Nasser Al-Attiyah    | Tina Thörner             | BMW X3 Racing X-Raid         |
| 2009   | Guerlain Chicherit   | Tina Thörner             | BMW X3 Racing X-Raid         |
| 2010   | Leonid Novitskiy     | Andreas Schulz           | BMW X3 Racing X-Raid         |
| 2011   | Leonid Novitskiy     | Andreas Schulz           | BMW X3 Racing X-Raid         |
| 2012   | Khalifa Al Mutaiwei  | Andreas Schulz           | Mini All4 Racing X-Raid      |
| 2013   | Krzysztof Holowczyc  | Andreas Schulz           | Mini All4 Racing X-Raid      |
| 2014   | Vladimir Vasilyev    | Konstantin Zhiltsov      | Mini All4 Racing X-Raid      |
| 2015   | Nasser Al-Attiyah    | Matthieu Baumel          | Mini All4 Racing X-Raid      |
| 2016   | Nasser Al-Attiyah    | Matthieu Baumel          | Toyota Hilux 4x4             |
| 2017   | Nasser Al-Attiyah    | Matthieu Baumel          | Toyota Hilux 4x4             |
| 2018   | Jakub Przygoński     | Tom Colsoul              | Mini John Cooper Works Buggy |
| 2019   | Stéphane Peterhansel | Andrea Peterhansel       | Mini John Cooper Works Rally |
| 2020   | Non-attribué         | Non-attribué             | Non-attribué                 |
| 2021   | Nasser Al-Attiyah    | Matthieu Baumel          | Toyota Hilux 4x4             |

### Participants les plus titrés
Après le championnat 2021

#### Palmarès pilotes
| Pos. | Palmarès Pilotes     | Palmarès Pilotes    | Palmarès Pilotes               |
| Pos. | Nom                  | Nombre de victoires | Éditions                       |
| ---- | -------------------- | ------------------- | ------------------------------ |
| 1    | Jean-Louis Schlesser | 5                   | 1998, 1999, 2000, 2001 et 2002 |
| 1    | Nasser Al-Attiyah    | 5                   | 2008, 2015, 2016, 2017 et 2021 |
| 3    | Pierre Lartigue      | 4                   | 1993, 1994, 1995 et 1996       |
| 4    | Khalifa Al Mutaiwei  | 2                   | 2004 et 2012                   |
| 4    | Leonid Novitskiy     | 2                   | 2010 et 2011                   |
| 6    | Ari Vatanen          | 1                   | 1997                           |
| 6    | Carlos Sousa         | 1                   | 2003                           |
| 6    | Bruno Saby           | 1                   | 2005                           |
| 6    | Sergey Shmakov       | 1                   | 2006                           |
| 6    | Carlos Sainz         | 1                   | 2007                           |
| 6    | Guerlain Chicherit   | 1                   | 2009                           |
| 6    | Krzysztof Holowczyc  | 1                   | 2013                           |
| 6    | Vladimir Vasilyev    | 1                   | 2014                           |
| 6    | Jakub Przygoński     | 1                   | 2018                           |
| 6    | Stéphane Peterhansel | 1                   | 2019                           |

#### Palmarès copilotes
| Pos. | Palmarès Copilotes       | Palmarès Copilotes  | Palmarès Copilotes                   |
| Pos. | Nom                      | Nombre de victoires | Éditions                             |
| ---- | ------------------------ | ------------------- | ------------------------------------ |
| 1    | Michel Périn             | 6                   | 1993, 1994, 1995, 1996, 2005 et 2007 |
| 2    | Henri Magne              | 4                   | 2000, 2001, 2002 et 2003             |
| 2    | Andreas Schulz           | 4                   | 2010, 2011, 2012 et 2013             |
| 2    | Matthieu Baumel          | 4                   | 2015, 2016, 2017 et 2021             |
| 5    | Philippe Monnet          | 2                   | 1998 et 1999                         |
| 5    | Tina Thörner             | 2                   | 2008 et 2009                         |
| 7    | Fred Gallagher           | 1                   | 1997                                 |
| 7    | Alain Guéhennec          | 1                   | 2004                                 |
| 7    | Konstantin Meshcheryakov | 1                   | 2006                                 |
| 7    | Konstantin Zhiltsov      | 1                   | 2014                                 |
| 7    | Tom Colsoul              | 1                   | 2018                                 |
| 7    | Andrea Peterhansel       | 1                   | 2019                                 |

#### Palmarès constructeurs
| Pos. | Palmarès Constructeurs | Palmarès Constructeurs | Palmarès Constructeurs               |
| Pos. | Nom                    | Nombre de victoires    | Éditions                             |
| ---- | ---------------------- | ---------------------- | ------------------------------------ |
| 1    | Mini                   | 6                      | 2012, 2013, 2014, 2015, 2018 et 2019 |
| 2    | Citroën                | 5                      | 1993, 1994, 1995, 1996 et 1997       |
| 2    | Buggy Schlesser        | 5                      | 1998, 1999, 2000, 2001 et 2002       |
| 2    | BMW                    | 5                      | 2004, 2008, 2009, 2010 et 2011       |
| 5    | Toyota                 | 3                      | 2016, 2017 et 2021                   |
| 6    | Volkswagen             | 2                      | 2005 et 2007                         |
| 7    | Mitsubishi             | 1                      | 2003                                 |
| 7    | Buggy ZIL              | 1                      | 2006                                 |

## Identité visuelle

Logos de la Coupe du monde des rallyes tout-terrain
Logo jusqu'à 2011
Logo à partir de 2011